# Palazzo Giorgio Spinola

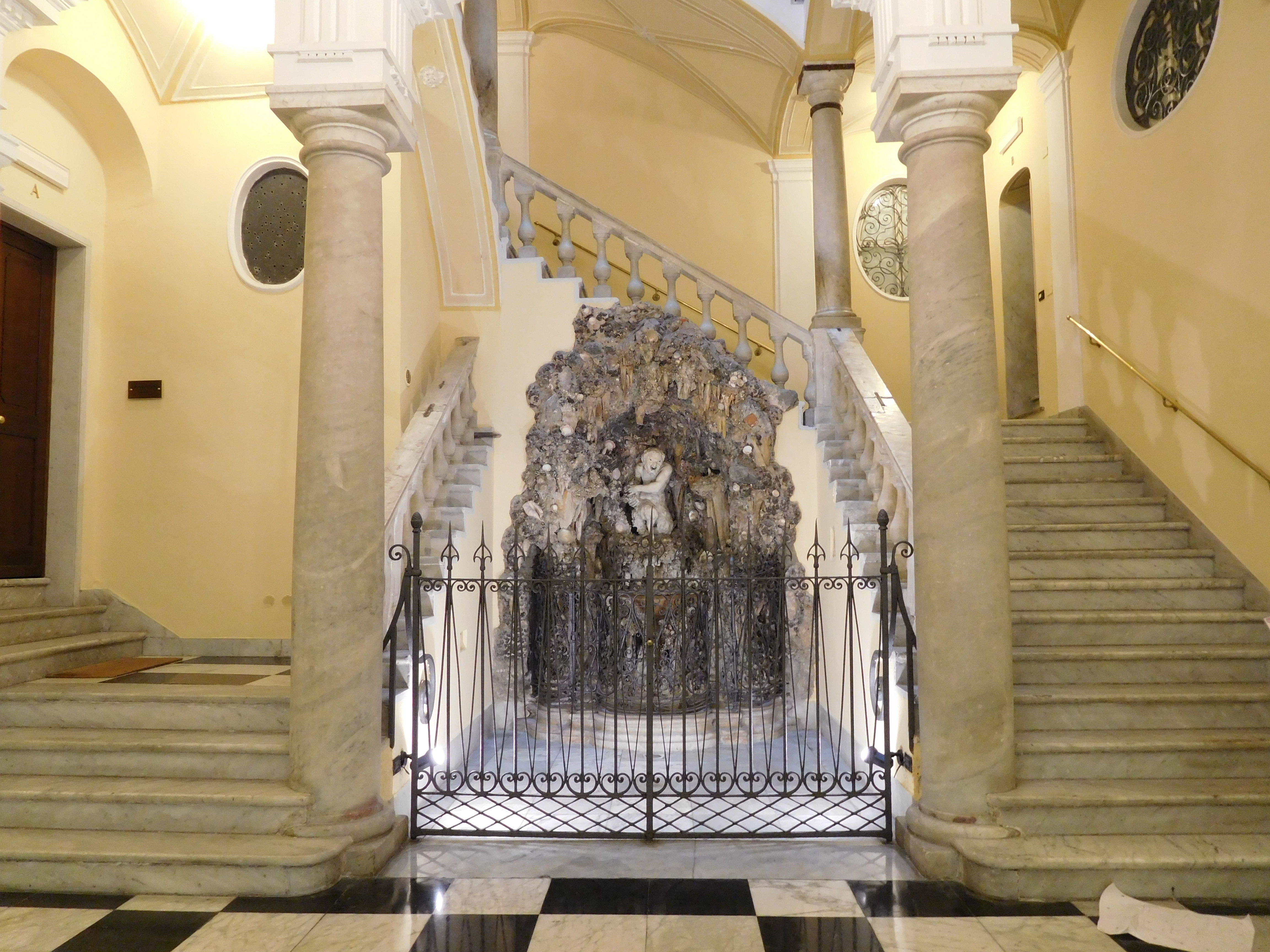
Treppe und Brunnen im Innenhof

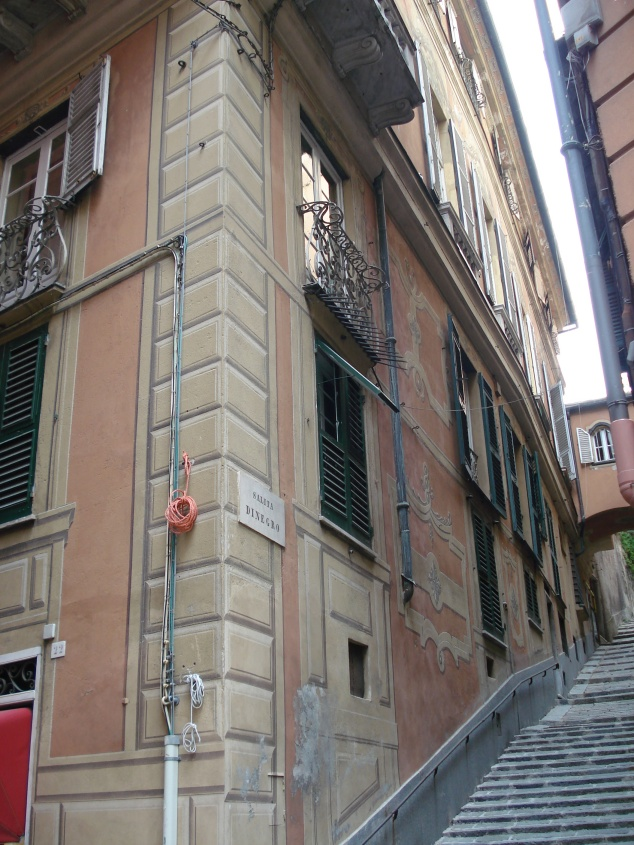
Deutlich erkennbar: die Lage am steilen Hang

Der Palazzo Giorgio Spinola ist ein Stadtpalast in Genua, der Teil des Welterbes der Unesco „Genoa: Le Strade Nuove and the system of the Palazzi dei Rolli“ (deutsch: Genua: Le Strade Nuove und die Palazzi dei Rolli) ist. Das Gebäude liegt in der Salita Santa Caterina 4 im Stadtteil Spinola di Luccoli.

## Geschichte
Der Palast ist erstmals 1558 nachgewiesen und gehörte damals den Erben von Giorgio Battista Spinola di Leonardo. Zur Bauzeit und zum Architekten ist nichts bekannt. Unmittelbar an das Grundstück grenzte das heute nicht mehr vorhandene Kloster Santa Caterina.
Als einer der Palazzi dei Rolli war er in den Rolli von 1588 bis 1664 eingetragen. Nach deren Klassifizierung, den „bussoli“, zählte er zunächst zur Klasse drei, ab 1664 zur Klasse eins (zu den Einzelheiten dieser Eintragungen vergleiche hier).
1664 gehörte das Anwesen Agostino Airolo (auch: Ayrolo). Der Doge Giovanni Battista Airoli (1783–1785) lebte hier. Auch 1798 war Das Gebäude noch im Besitz der Familie, die es damals renovierte, das äußere Marmorportal ersetzte, Details der Eingangshalle modernisierte, die Fenster mit Geländern versah und die Salons zeitgemäß dekorierte. Noch vor 1818 ging der Palast in Folge einer Erbschaft an die Familie Franzoni über und später im 19. Jahrhundert an die Familie Tedeschi.
Ende des 20. Jahrhunderts wurden die Fassaden zur Salita di Santa Caterina und der Salita Di Negro restauriert.

## Gebäude
Der Bau ist durch seine Hanglage geprägt. Die Treppe, verläuft mit einer offenen Galerie um den kleinen Innenhof, den zentral ein als Grotte gestalteter Brunnen schmückt. Dieser Innenhof wurde modern mit Glas überdeckt. Heute beherbergt das Gebäude Büros und Wohnungen.